# Yuhanon Mar Dioscoros
Yuhanon Mar Dioscoros (Dioskur) – duchowny Malankarskiego Kościoła Ortodoksyjnego, w latach 2009–2022 biskup Madras, od 2022 biskup Kottayam. Sakrę otrzymał 19 lutego 2009 roku.